# Mor og søn
Mor og søn (russisk: Мать и сын) er en russisk-tysk spillefilm fra 1997 af Aleksandr Sokurov.

## Medvirkende
- Gudrun Gejer
- Aleksej Ananisjnov